# Adolf Deissmann
Gustav Adolf Deissmann (7 novembre 1866 - 5 avril 1937) est un théologien protestant allemand, surtout connu pour son travail sur la langue grecque utilisée dans le Nouveau Testament, qu'il a démontré être la koinè, langue communément utilisée à l'époque hellénistique.

## Biographie
En 1904, à l'université de Heidelberg, Deissmann fonde avec Albrecht Dieterich le cercle « Eranos », qui compte parmi ses membres  Ernst Troeltsch, Max Weber, Eberhard Gothein (de), Georg Jellinek, Karl Rathgen et Wilhelm Windelband.
Karl Ludwig Schmidt a été son assistant à l'université de Berlin jusqu'en 1921.